# Gunnar Heydenreich
Gunnar Heydenreich (* 1966 in Haldensleben) ist ein deutscher Restaurator und Kunsthistoriker. Er lehrt als Professor für Restaurierung, Kunsttechnologie und Konservierungswissenschaft am Cologne Institute of Conservation Sciences der Technischen Hochschule Köln.

## Leben
Heydenreich studierte von 1987 bis 1992 Gemälderestaurierung an der Hochschule für Bildende Künste Dresden. Nachdem er ein Volontariat im Conservation Department der Tate absolviert hatte, wurde er Restaurator für Gemälde und zeitgenössische Kunst am Restaurierungszentrum der Landeshauptstadt Düsseldorf (Schenkung Henkel), dessen stellvertretender Leiter er ab 1995 war. Nach einem Postgraduierten-Teilzeitstudium von 1994 bis 2002 am Courtauld Institute of Art in London wurde er zum Dr. phil. promoviert.
Heydenreich ist Mitbegründer des International Network for the Conservation of Contemporary Art (INCCA) und arbeitete an mehreren internationalen Forschungsprojekten, welche die Erhaltung und Präsentation von zeitgenössischer Kunst zum Gegenstand hatten: Inside Installations (2004–2007), PRACTICs: Practices, Research, Access, Collaboration, Teaching in Conservation of Contemporary Art (2009–2011), NeCCAR: Network for Conservation of Contemporary Art Research (2012–2015) und NACCA: New Approaches in the Conservation of Contemporary Art (2015–2019).
Heydenreich leitet das 2009 gegründete Cranach Digital Archive am Museum Kunstpalast in Düsseldorf. 2017 kuratierte er hier gemeinsam mit Daniel Görres und Beat Wismer die Ausstellung Lucas Cranach der Ältere. Meister – Marke – Moderne.
Seit 2009 lehrt er als Professor für Restaurierung, Kunsttechnologie und Konservierungswissenschaft mit dem Schwerpunkt moderne und zeitgenössischer Kunst am Institut für Restaurierungs- und Konservierungswissenschaft (Cologne Institute of Conservation Sciences – CICS) der Technischen Hochschule Köln.

## Schriften (Auswahl)
- G. Heydenreich, D. Görres und B. Wismer (Hrsg.): Lucas Cranach der Ältere: Meister – Marke – Moderne. Katalog zur Ausstellung im Museum Kunstpalast, Düsseldorf. Hirmer Verlag, München 2017, ISBN 978-3-7774-2744-7.
- L. A. Matos, R. Macedo und G. Heydenreich (Hrsg.) Performing Documentation in the Conservation of Contemporary Art. Revista de His-tória da Arte, Lissabon 2015.
- E.A. Werner, A. Eusterschulte und G. Heydenreich (Hrsg.) Lucas Cranach der Jüngere und die Reformation der Bilder. Hirmer Verlag, München 2015, ISBN 978-3-7774-2368-5.
- J.H. Townsend, T. Doherty, G. Heydenreich und J. Ridge (Hrsg.): Preparation for Painting: The Artist’s Choice and its Consequences, Contributions to the ICOM-CC Working Group Paintings interim meeting held at the British Museum. London, Archetype, 2008, ISBN 978-1-904982-32-6.
- Lucas Cranach the Elder: Painting materials, techniques and workshop practice. Amsterdam University Press 2007, ISBN 978-90-5356-745-6.